# Forță de dispersie London
Forțele de dispersie London reprezintă un tip de legătură sau de forță intermoleculară, care apare între atomi și molecule. Ele fac parte din categoria forțelor van der Waals. Au fost denumite după fizicianul american-german Fritz London.